# Premier Deuil
Premier Deuil est une huile sur toile peinte en 1888 par le peintre français William Bouguereau. Les dimensions sont de 203 × 252 cm, et l’œuvre est conservée au Musée national des beaux-arts de Buenos Aires, en Argentine (Museo Nacional de Bellas Artes en espagnol).

## Description
Elle dépeint le moment auquel Adam et Ève trouvent le corps de leur fils Abel mort, tué par Caïn. C'est la première mort humaine retranscrite dans la Bible, ce à quoi le titre du tableau fait donc référence. On devine une tour de sacrifice au fond à droite.
La position du cadavre d'Abel sur les genoux d'Adam rappelle fortement celle des représentations du Christ dans la Pietà (la Vierge Marie recueille Jésus mort sur ses genoux), de même que dans celle de Michel-Ange (Pieta). Adam tient son cœur de peur qu'il se brise à force de douleur émotionnelle et Ève se tient agenouillée contre lui, pleurant toutes les larmes de son corps et cachant son visage.
Le corps du mort est idéalisé, il ne contient aucune trace de violences perpétrées par Caïn.
Les vivants sont en lignes verticales, en opposition classique avec le mort à l'horizontal, ce qui souligne la rupture par la construction du tableau.
La composition crée un escalier entre ses trois figures, commençant par la plus haute, figure d'Adam, puis Ève, et enfin le visage tombant d'Abel. Elle rappelle la construction pyramidale typique de la Renaissance, notamment de Michel-Ange et Raphaël. Bouguereau était d'ailleurs fréquemment surnommé « le Raphaël français ».
Les couleurs de peau des personnages peuvent faire allusion à la tradition classiciste : l'homme a la peau assombrie, la femme plus claire, voire d'ivoire.
L'horreur est seulement évoquée par le sang maculant le sol. C'est un des rares contrastes de couleur dans une peinture dominée par les couleurs terrestres, ternes.
Dans le fond, on peut voir l'autel et l'offrande faite par Abel, qui est la cause de la colère de son frère. La fumée se mélange aux nuages qui recouvrent le ciel, mettant en évidence l'origine du drame et son issue tragique.

## Mise en relation avec l'artiste et le mythe
Lors de la peinture de cette œuvre, il était un des artistes français les plus admirés, jusqu'en Angleterre et aux États-Unis. Il connaissait le succès commercialement, et sa carrière se développe au sein des Beaux-Arts. De 1883 à 1905, il fait partie de la Société des peintres, sculpteurs, architectes et graveurs. C'est dans ce contexte que l'acheteur argentin Francisco Uriburu acquerra cette œuvre, dans les dernières années du XIXe siècle.
L’œuvre a été réalisée en 1888 mais avait déjà été l'objet d'une première esquisse en 1885 appartenant à la Bibliothèque de l’Institut de France et à cette date, les positions des corps en Pietà existaient déjà, de manière presque identique à la version finale.
Bouguereau a voulu capturer l'image de la mort et sa conséquence directe, tout comme lors de celle de son deuxième fils qu'il a endurée plus tôt, avant de s'en inspirer pour son œuvre.
L'artiste avait cinq enfants dont quatre sont morts avant lui.
- Henriette Amélie WIlhelmine, née en 1857 est la seule à lui survivre.
- Georges William (1859 - 1875), atteint de la tuberculose[4].
- Jeanne Léontine (1861 - 1866), vraisemblablement emportée par la tuberculose[5]
- Adolphe Paul (1868 - 1900), qui contracte également la tuberculose et meurt à l'âge de 32 ans.
- William Meurice, né en 1876. Il meurt le 15 juin 1877, sept mois et demi après sa naissance, quelques mois après la mort de sa mère le 3 avril. Ils étaient tous deux atteints par la tuberculose[6].

La peine ressentie par les premiers hommes selon la Genèse ne vient pas que de la mort simple, mais de l'assassinat, d'une haute trahison, faute et culpabilité de la part de leurs fils Caïn, qu'ils devront assumer. C'est donc aussi le premier acte de meurtre qui se conclut par la fuite de Caïn et sa condamnation, puis le pardon divin. Le décès n'est plus un mal pour la victime, mais pour celui qui cause le mal. On retrouve ici la thèse de Platon, exposée au début du livre II de La République, et qui occupera Socrate et ses interlocuteurs jusqu'à la fin du dialogue : la justice est toujours préférable à l'injustice, même si celui qui agit agit en toute impunité.
Le mouvement du corps d'Abel vers le sol et la terre est un mouvement de refuge vers Dieu qui a créé cette terre, contrairement à Caïn qui en est banni, « maudit, chassé loin du sol » (Genèse, 4-10, 12).

### Le récit du mythe
Dans le récit biblique, le mythe d'Abel et de Caïn retrace l'histoire des deux premiers fils d'Adam et Ève. Abel et Caïn décident de faire chacun une offrande à Dieu : toutefois, l'offrande d'Abel est reçue par Dieu avec plus de faveur, ce qui attise la jalousie de son frère. Se croyant victime d'une injustice, il devient amer. Malgré la mise en garde de Dieu, Caïn cède à la colère et tue son frère afin de faire justice lui-même. Mais son action est sanctionnée par Dieu qui, outré de ce premier meurtre de l'histoire de l'humanité, le condamne à l'errance éternelle dont même la mort ne pourrait le sauver, et à devoir porter le fardeau de son crime sans repos indéfiniment.

## Critiques d'art
Durant le dernier quart du XIXe siècle, chaque mois de mai apportait avec lui diverses informations du Salon de Paris. Celles-ci apparaissaient ensuite souvent dans la presse de Buenos Aires, écrite par des correspondants argentins ou avec des informations directement traduites des journaux européens, jugeant de nombreuses œuvres en expositions à Paris par exemple. Dans l'art culturel, c'était souvent d'abord la littérature, puis l'art visuel, les « Grandes Machines » du Salon (expression railleuse désignant l'art académique) étaient l'objet de revues laudatives ou négatives corroborées ou non une fois les œuvres arrivées directement en Argentine. C'est précisément le cas du Premier Deuil de Bouguereau.
Dans une lettre publique à son ami Manuel Láinez, le directeur du journal El Diario, Carlos Gorostiaga rendit hommage à la peinture de Bouguereau en considérant qu'on ne pouvait la regarder sans « ressentir l'impact d'un puissant sens de la douleur [...] tout dans son naturel: lumière et ombre. Il n'y a pas de couleur dominante ; rien, absolument rien. C'est indubitablement ce qui la submerge de naturel, et l'inonde de vérité. ».
De cette manière, l'aspect photographique (réaliste), réel et légitime que Bouguereau a cherché à capturer est expressif pour l'observateur, qui y trouve l'expression de la vie, dans le désespoir contenu de la peinture.
Eduardo Schiaffino, pourtant peu friand d'art académique n'a cependant pas pu s'empêcher lui aussi de remarquer la manière dont le peintre s'est investi dans ce thème : « dans ce groupe magnifique, il y a les raccourcis, la torsion et le détail, ce qui rend sa grâce sculpturale évidente. ».
À l'inverse, un critique anonyme de El Censor, comme beaucoup de détracteurs de Bouguereau, a pointé du doigt ce réalisme photographique, en l'accusant d'être de l'académisme banal et superficiel dont les figures sembleraient plus mécaniques que vivantes. Il compare la chair humaine des personnages à de l'ivoire, à cause de leur blancheur, un aspect très irréaliste selon lui.

## Inspirations

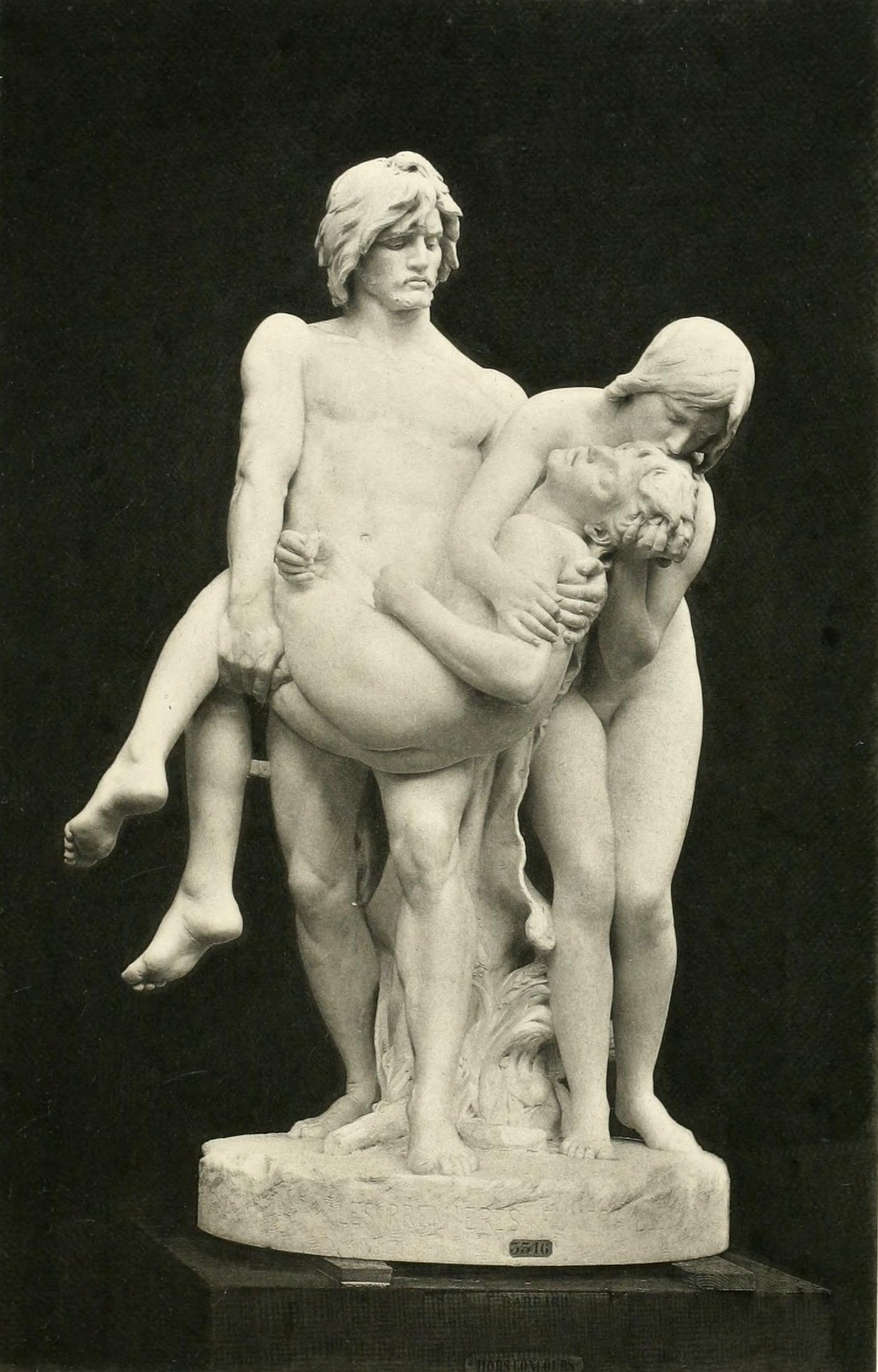
Les Premières Funérailles de Louis-Ernest Barrias (1883)

Le thème repris par cette peinture est assez courant dans la seconde moitié du XIXe siècle.
On peut le voir dans la sculpture légèrement antérieure à l’œuvre de Bouguereau : les Premières Funérailles (1883) de Barrias (vivant à la même époque) située au Petit Palais à Paris.
Adam, Ève et Abel de 1874, d'Edouard Debat-Ponsan est aussi représentatif de la tendance.
Gustave Doré a lui aussi travaillé sur le mythe avec La Mort d'Abel en 1866.